# Ranchos della California
I Ranchos della California sono territori che i governi Spagnoli e Messicani concedevano nell'Ottocento allo scopo di
incoraggiare l'insediamento umano nei luoghi dove oggi sorge lo stato della California.
Il Vicereame della Nuova Spagna prima ed in seguito anche il governo Messicano durante l'Ottocento,
incoraggiarono l'insediamento dei territori oggi conosciuti come California.
Ciò avveniva attraverso la concessione di grandi appezzamenti di terreno chiamati Ranchos.
Dal termine Ranchos sarebbe in seguito derivato il termine inglese Ranch.
Tale concessione era data dal governo ed era permanente. Non era inoltre gravata dal diritto di proprietà.
I proprietari dei Ranchos che erano di solito dediti all'allevamento di bovini ed ovini cercarono di modellare la propria struttura
allo stesso modo della nobiltà terriera spagnola.
I loro lavoratori comprendevano spesso Nativi Americani che avevano imparato la lingua spagnola, molti dei quali erano vissuti precedentemente nelle Missioni spagnole.
Tra le oltre 800 concessioni di territori 30 furono emanate dalla Spagna negli anni tra il 1784 ed il 1821.
Il primo Rancho fu il Rancho San Pedro costituito nel 1784 per mano del governatore della Nuova California Pedro Fages.
Le restanti concessioni furono emanate dal governo del Messico tra il 1833 ed il 1846.
I confini dei Ranchos divennero la base per la odierna divisione territoriale della California e si possono trovare ancora
oggi segnalati sulle cartine.